# Los Angeles Police Department

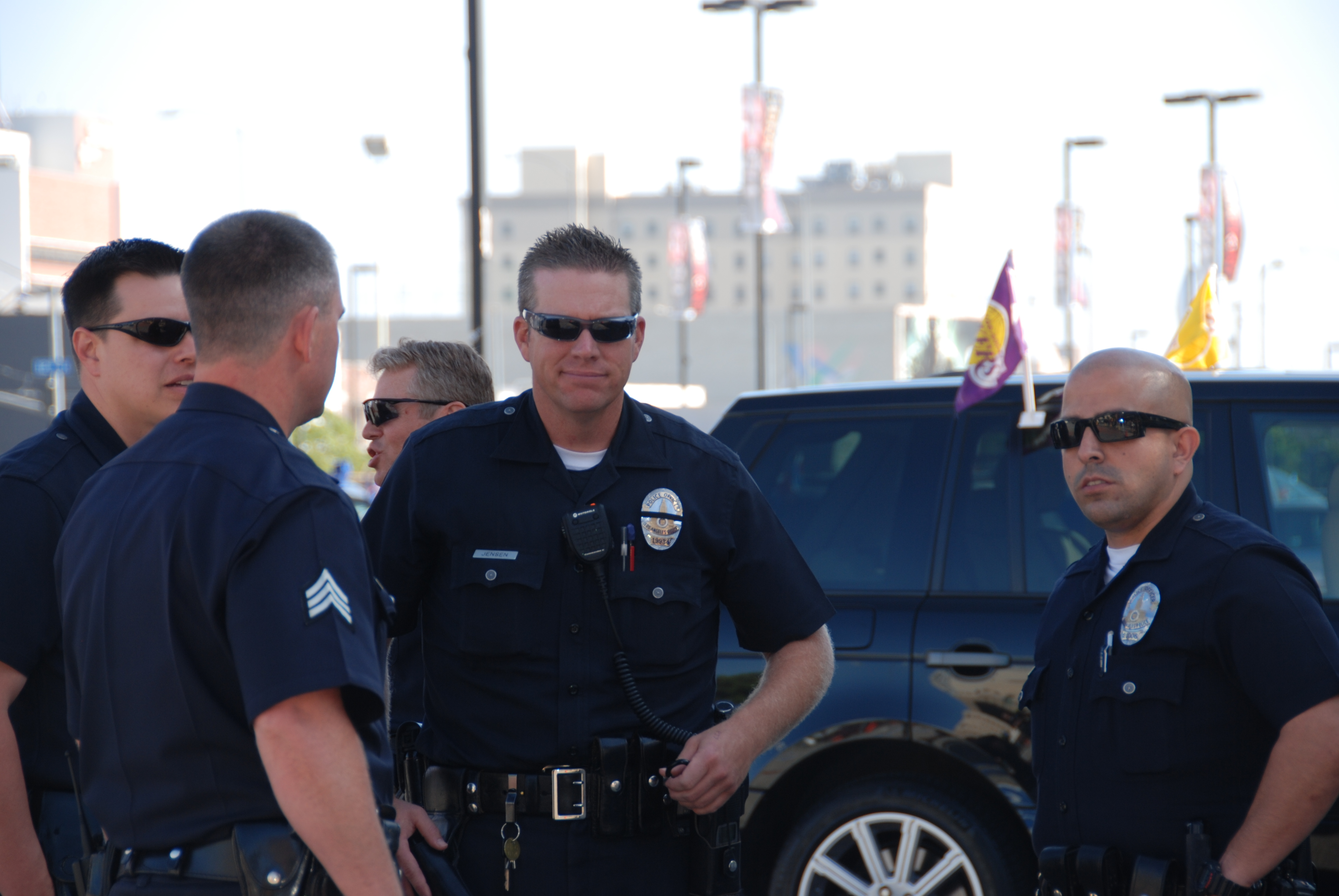
Policiais de Los Angeles.

Los Angeles Police Department (LAPD) é o departamento de polícia da cidade de Los Angeles, no estado da Califórnia, Estados Unidos. 
Com aproximadamente 10.000 agentes policiais civis, como ocorre nas demais forças policiais dos municípios norte americanos e cerca de 3.000 voluntários, cobre uma área de 1.230 km², com uma população de mais de 4 milhões de pessoas, é a terceira maior força policial municipal dos Estados Unidos, atrás apenas do Departamento de Polícia de Nova York (NYPD) e do Departamento de Polícia de Chicago (CPD).

## Histórico
A cidade de Los Angeles tornou-se famosa pela violência e a exploração dos jogos de azar.
Em 1853 organizou-se uma força voluntária para ajudar os policiais já existentes, que recebeu a denominação de Los Angeles Rangers. Mais tarde foram substituídos pela Guarda da Cidade de Los Angeles, também, de voluntários.
O primeiro corpo policial efetivo, remunerado pela cidade, foi criado em 1869, constituído por seis homens sob as ordens do Delegado (marshal) William C. Warren. Em 1876, por causa da morte de Warren,  a recém-criada Junta de Comissários de Polícia foi obrigada a substituí-lo por Jacob F. Gerkens, que se tornou o primeiro chefe de polícia do condado.

## Organização
Além do Gabinete do Chefe de Polícia, a estrutura orgânica  inclui uma divisão de serviços administrativos e a Divisão de Operações Especiais e Anti-Terrorismo.
A LAPD opera através dos seus 21 distritos (stations), agrupados geograficamente em quatro comandos de área: 
| Central Bureau      | South Bureau          | Valley Bureau             | West Bureau               |
| ------------------- | --------------------- | ------------------------- | ------------------------- |
| Central Area (1)    | 77th Street Area (12) | Devonshire Area (17)      | Hollywood Area (6)        |
| Hollenbeck Area (4) | Harbor Area (5)       | Foothill Area (16)        | Olympic Area (20)         |
| Newton Area (13)    | Southeast Area (18)   | Mission Area (19)         | Pacific Area (14)         |
| Northeast Area (11) | Southwest Area (3)    | North Hollywood Area (15) | West Los Angeles Area (8) |
| Rampart Area (2)    |                       | Van Nuys Area (9)         | Wilshire Area (7)         |
|                     |                       | West Valley Area (10)     |                           |
|                     |                       | Topanga Area (21)         |                           |

## Carreira policial
| Direção superior                           | Insígnia     |
| ------------------------------------------ | ------------ |
| Chefe de Polícia                           |              |
| Chefe Assistente                           |              |
| Chefe Adjunto                              |              |
| Comandante                                 |              |
| Capitão                                    |              |
| Tenente                                    |              |
| Sargento II                                |              |
| Sargento I                                 |              |
| Senior Lead Officer / Police Officer III+1 |              |
| Police Officer III                         |              |
| Police Officer I / Police Officer II       | Sem Insígnia |
| Detetives                                  | Insígnia     |
| Detetive III                               |              |
| Detetive II                                |              |
| Detetive I                                 |              |

## Recursos operacionais

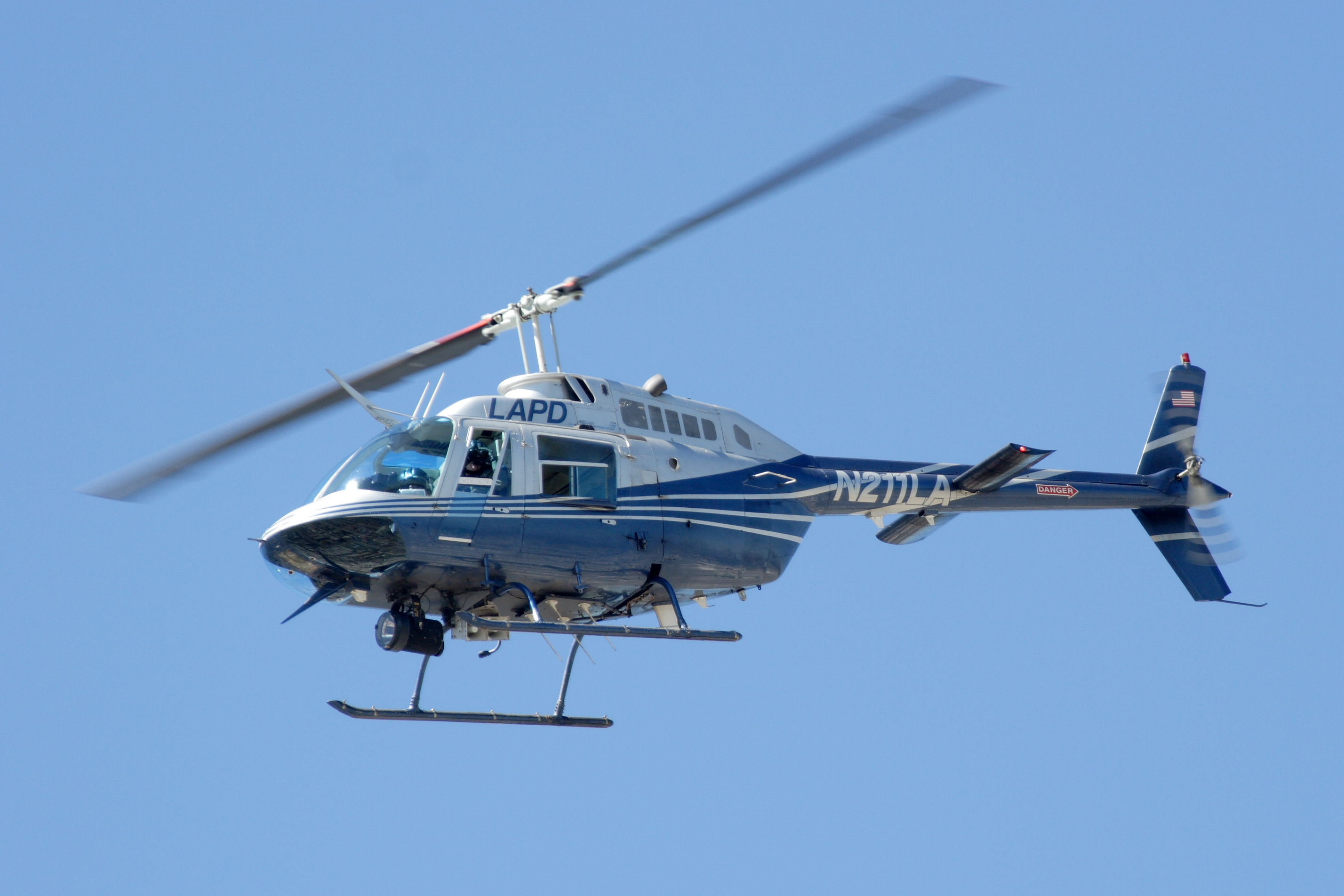
Um Bell 206 Jet Ranger da LAPD.

A Polícia de Los Angeles conta com enormes recursos operacionais, incluindo uma numerosa força aeropolicial, a Divisão de Apoio Aéreo, que dispõe de 21 helicópteros (quatro  Bell 206 Jet Ranger, dezesseis Eurocopter AS350-B2 Ecureuil e um  UH-1 Iroquois), além de um avião  Beechcraft King Air A200 e um veículo aéreo teledirigido.
O armamento utilizado no serviço policial inclui os seguintes itens de procedência nacional  e estrangeira: 
Beretta:
92F, 92FS, 92FS-Stainless Steel, Beretta 8045 (4” barrel)
Smith & Wesson:
Smith & Wesson Model 459, 5904, 5903, 659, 5906, 645, 4506, 4566, 4567, 5903 TSW, 5906 TSW, 4569 TSW, and 4566 TSW.
Glock:
9mm: Model 34, Model 17, Model 19
.40 caliber: Model 35, Model 22, Model 23

## Galeria

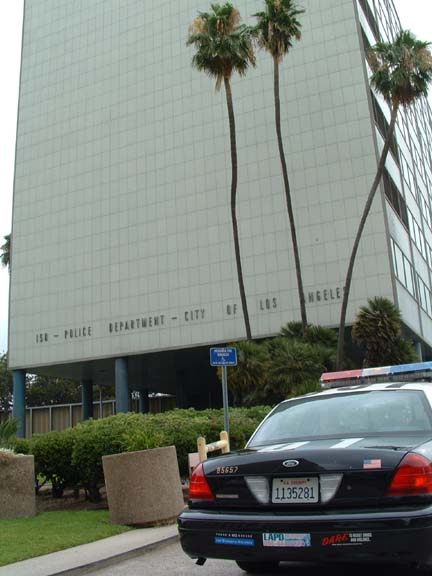
Antiga sede da LAPD, o Parker Center.
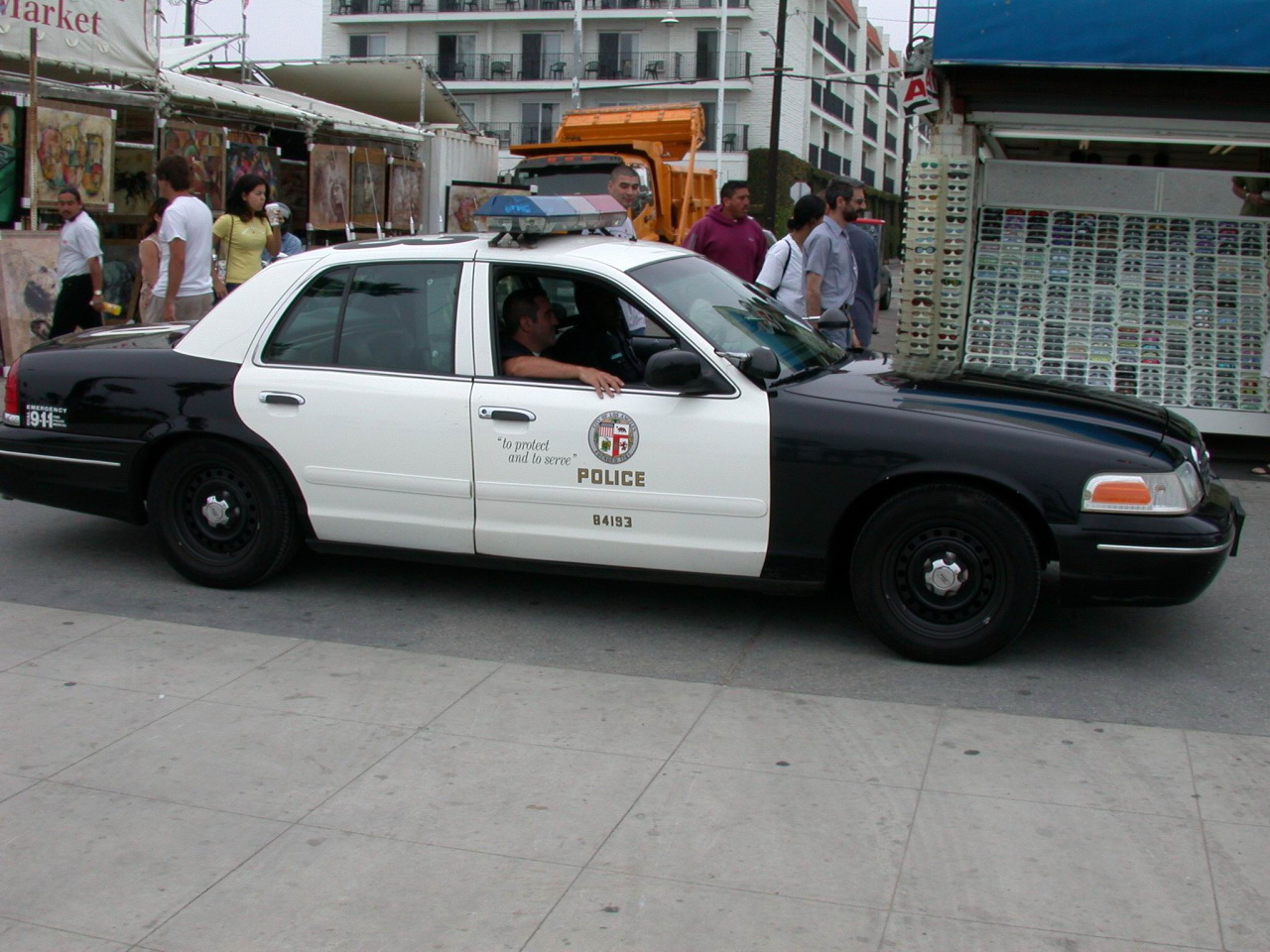
Viatura Ford Crown Victoria Police Interceptor da LAPD.
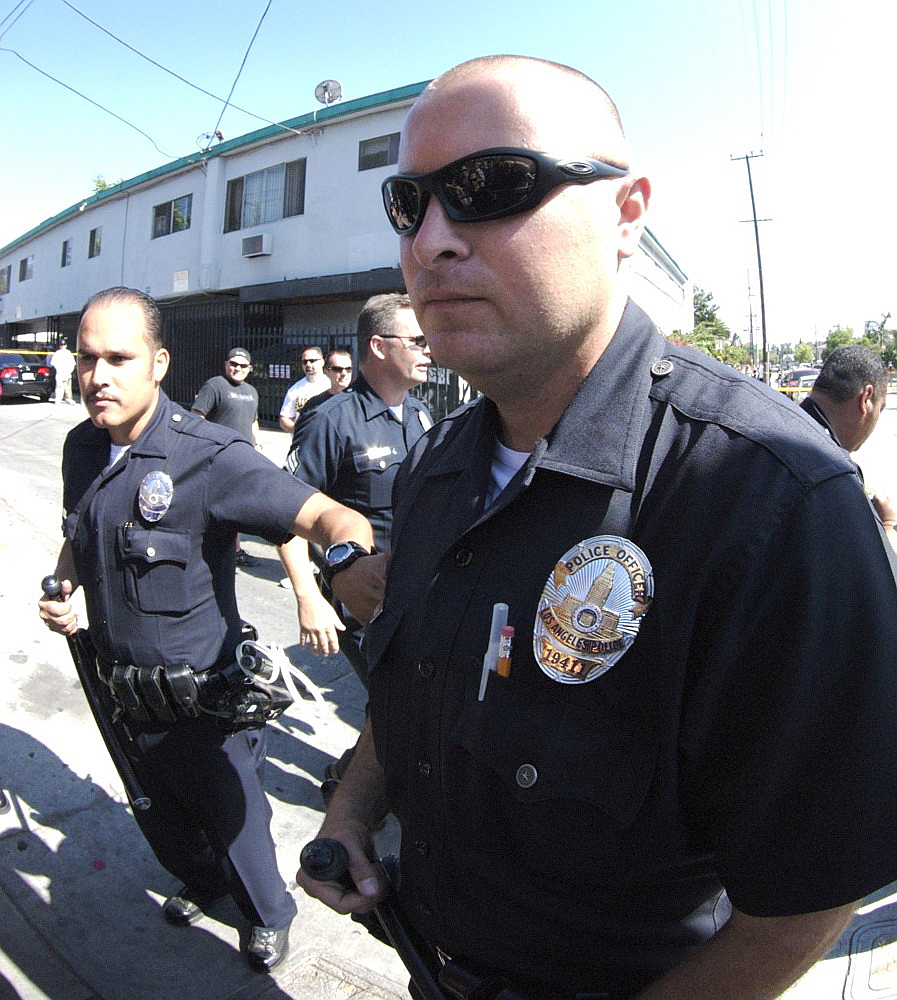
Oficiais da LAPD em um local de crime.
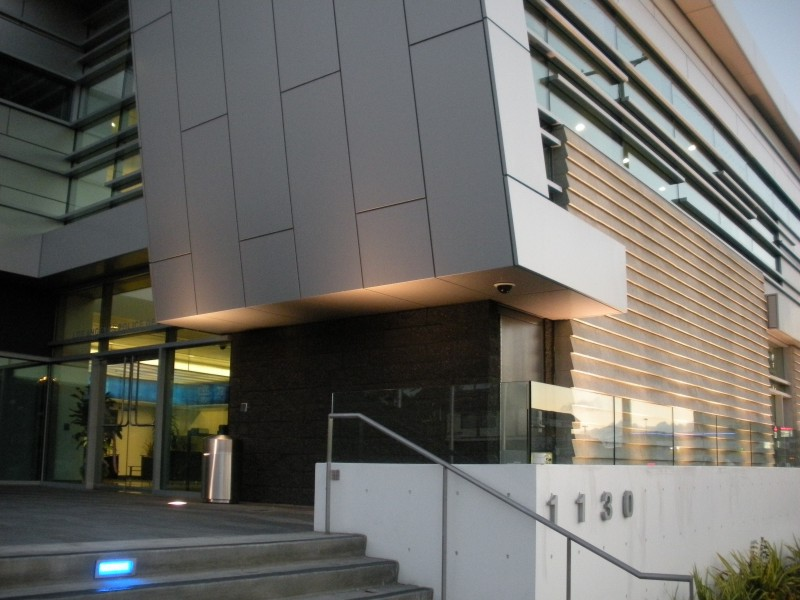
Distrito policial de Olympic.